# Lerums gymnasium
Lerums gymnasium är en kommunal gymnasieskola belägen i Lerum, två mil nordost om Göteborg. Skolan, som grundades 1980, har cirka 1 500 elever och 200 anställda. 
I folkmun kallas gymnasiet ibland för "Dergårdsgymnasiet", då en av byggnaderna är ett gammalt boningshus som tillhörde fastigheten Dergården.
Den sista brukaren av gården innan byggnaden tillföll Lerums kommun kallades för "John i Dergår'n".
Lerums gymnasium är riksrekryterande idrottsgymnasium för segling.
Dergårdsteatern ligger i gymnasiets lokaler, bredvid Lerums bibliotek. Här arrangeras teater-, musik- och dansföreställningar och lokalen används också för kommunfullmäktiges sammanträden samt gymnasieskolans samlingar.

## Program
- Barn- och fritidsprogrammet

inriktningar: Fritid & hälsa, Pedagogiskt arbete
- Bygg- och anläggningsprogrammet

inriktningar: Husbyggnad, Mark & anläggning
- Ekonomiprogrammet

inriktningar: Ekonomi, Juridik
- El- och energiprogrammet

inriktningar: Dator- & kommunikationsteknik, Elteknik
- Estetiska programmet

inriktningar: Bild & formgivning, Estetik & media, Musik, Teater
- Gymnasiesärskola
- Handels- och administrationsprogrammet

inriktningar: Handel & service
- Introduktionsprogrammen

inriktningar: Preparandutbildning, Individuellt alternativ, Yrkesintroduktion, Språkintroduktion
- Lärlingsutbildning
- Naturvetenskapsprogrammet

inriktningar: Naturvetenskap, Naturvetenskap & samhälle
- Samhällsvetenskapsprogrammet

inriktningar: Beteendevetenskap, Medier, information & kommunikation (profil journalistik), Samhällsvetenskap
- Teknikprogrammet

inriktningar: Design & produktutveckling, Informations- & medieteknik

## Utmärkelser
- 2017 – Bokmässans bildningsstipendium[2]